# Methysia notabilis
Methysia notabilis är en fjärilsart som beskrevs av Walker 1854. Methysia notabilis ingår i släktet Methysia och familjen björnspinnare. Inga underarter finns listade i Catalogue of Life.